# Władysław Gruiński
Władysław Gruiński (ur. 19 lutego 1892 w Delatynie, zm. 17 listopada 1950 w Krakowie ?) – pułkownik artylerii Wojska Polskiego.

## Życiorys
W czasie I wojny światowej walczył w szeregach c. i k. armii. Jego oddziałem macierzystym był pułk armat polowych nr 31, który w 1918 został przemianowany na pułk artylerii polowej nr 30. Na stopień podporucznika został mianowany ze starszeństwem z 1 stycznia 1916 w korpusie oficerów rezerwy artylerii polowej i górskiej.
3 maja 1922 został zweryfikowany w stopniu kapitana ze starszeństwem z dniem 1 czerwca 1919 i 113. lokatą w korpusie oficerów artylerii, a jego oddziałem macierzystym był wówczas 30 pułk artylerii polowej we Włodawie. W latach 1923–1924 pełnił służbę w Szkole Strzeleckiej Artylerii w Toruniu, pozostając oficerem nadetatowym 30 pap. 31 marca 1924 został mianowany na stopień majora ze starszeństwem z dniem 1 lipca 1923 i 44. lokatą w korpusie oficerów artylerii. W latach 1928–1929 pełnił służbę w Departamencie Artylerii Ministerstwa Spraw Wojskowych w Warszawie. 24 grudnia 1929 został mianowany na stopień podpułkownika ze starszeństwem z dniem 1 stycznia 1930 i 20. lokatą w korpusie oficerów artylerii. W tym samym miesiącu został przeniesiony do 24 pułku artylerii lekkiej w Jarosławiu na stanowisko zastępcy dowódcy pułku. W lipcu 1935 został przeniesiony do 11 pułku artylerii lekkiej w Stanisławowie na stanowisko dowódcy pułku. Na stopień pułkownika został awansowany ze starszeństwem z dniem 19 marca 1938 i 7. lokatą w korpusie oficerów artylerii. 31 sierpnia 1939 objął stanowisko dowódcy artylerii dywizyjnej 11 Karpackiej Dywizji Piechoty. Na tym stanowisku walczył w kampanii wrześniowej. Jeniec Oﬂagu XI A Osterode (nr obozowy 31), do którego przybył w pierwszym transporcie. Do 15 października 1939 pełnił funkcję Polskiego Męża Zaufania (Najstarszego Obozu).

## Ordery i odznaczenia
- Złoty Krzyż Zasługi (11 listopada 1928)[18][19]
- Medal Niepodległości (9 listopada 1933)[20]

- Srebrny Medal Zasługi Wojskowej z mieczami na wstążce Krzyża Zasługi Wojskowej (Austro-Węgry)
- Brązowy Medal Zasługi Wojskowej z mieczami na wstążce Krzyża Zasługi Wojskowej (Austro-Węgry)
- Srebrny Medal Waleczności 2 klasy (Austro-Węgry)
- Krzyż Wojskowy Karola (Austro-Węgry)[2]